# 高徽
高 徽（こう き、? - 525年）は、中国の北魏の人物。字は栄顕。小字は苟児。本貫は渤海郡蓨県。

## 経歴
高真（高湖の子）の子として生まれた。聡明で気骨があり、任城王元澄の賞賛を受けた。景明年間、奉朝請を初任とした。延昌年間、仮の員外散騎常侍となり、嚈噠への使者として立った。西域諸国は高徽を尊重して、破洛侯と烏孫は名馬を北魏に献上した。高徽が帰国すると、冗従僕射に任じられた。神亀年間、射声校尉・左中郎将・游撃将軍に転じた。仮の平西将軍・員外散騎常侍となり、再び嚈噠への使者となった。帰国して枹罕に到着すると、莫折念生が秦隴で反乱を起こしており、前河州刺史の梁釗の子の梁景進らが莫折念生を招きいれて河州を攻撃し、河州刺史の元祚は憂憤のうちに死去していた。河州の長史の元永平や治中の孟賓や台使の元湛は、河州事を代行するよう、高徽を推挙した。別駕の乞伏世則がひそかに梁景進と通じていたため、高徽はこれを殺した。吐谷渾で兵を徴募し、吐谷渾が高徽を救援した。梁景進は敗れて、秦州に逃れた。梁景進がまもなく羌族の兵を率いて再び来攻した、高徽は統軍の六景相を洛陽に派遣して援軍を請わせたが、北魏の朝廷は高徽の行河州事を追認するのみであった。長らく救援がなく、敗れて河州の城は陥落し、高徽は反乱軍に殺害された。永熙年間、遺体が洛陽に帰還した。使持節・侍中・都督冀定相瀛滄五州諸軍事・司徒公・冀州刺史の位を追贈された。諡は文宣といった。

## 妻子
- 妻 康氏
- 愛人 王氏
- 息子 高帰義（高徽とともに西域に使いし、帰国すると龍驤将軍・中散大夫・西征都督となる、後に戦没した）
- 息子 高帰彦

## 伝記資料
- 『魏書』巻32 列伝第20
- 『北斉書』巻14 列伝第6
- 『北史』巻51 列伝第39